# Mito di Theuth
Il mito di Theuth (o mito di Thamus) è un mito presente nel Fedro di Platone. 

## Il mito
Sul finire del dialogo, Platone affronta il problema del discorso scritto e, più precisamente, della differenza che intercorre tra conoscenza e sapienza. Appare interessante notare che, nonostante l'autore approdi a un giudizio negativo sulla scrittura, il filosofo delle Idee abbia sempre utilizzato la forma scritta (contrariamente all'antico maestro Socrate) per veicolare le sue tesi filosofiche. 
Socrate racconta che Theuth, l'ingegnosa divinità egizia, si recò presso re Thamus, allora sovrano dell'Egitto, per sottoporgli le proprie invenzioni, consigliandogli di diffonderle presso il suo popolo, che ne avrebbe tratto grande giovamento. Le svariate arti che la divinità proponeva al re ricevevano molti commenti da parte di quest'ultimo, che o lodava o criticava le stesse. 
Quando Theuth propose a Thamus l'arte della scrittura, la divinità si espresse con queste parole: 
(Platone, Fedro 274e, trad. it. Giovanni Reale)
La risposta del re non tardò ad arrivare:
(Platone, Fedro 274c - 275b, trad. it. Giovanni Reale)

## L'interpretazione di Jacques Derrida
Degna di nota è anche la lettura che del mito di Theuth, così come del Fedro in generale, fa Jacques Derrida all'interno della sua opera La farmacia di Platone. Nella sua rilettura decostruttiva assolutamente originale del testo platonico, Derrida mette in luce l'assoluta centralità della questione della scrittura all'interno del Fedro, alla luce di un disegno rigoroso ideato da Platone stesso. In particolare il filosofo francese studia la valenza della scrittura in quanto farmaco, con tutta l'ambiguità e la polivalenza a cui questo termine può portare.

## Le dottrine non scritte di Platone
Alcuni studiosi sostengono che questo mito del Fedro sia utile per provare l'effettiva esistenza delle cosiddette "dottrine non scritte" di Platone. Di questo aspetto si è occupato Giovanni Reale.